# Cephalodynerus sculleni
Cephalodynerus sculleni är en stekelart som beskrevs av Parker 1964. Cephalodynerus sculleni ingår i släktet Cephalodynerus och familjen Eumenidae. Inga underarter finns listade.